# PJ 도지어

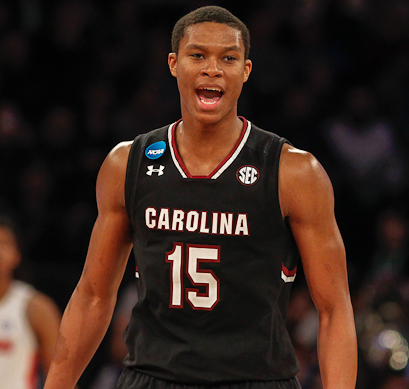
2017년 모습

PJ 도지어(PJ Dozier, 본명: 페리 "PJ" 도지어 주니어, Perry "PJ" Dozier Jr., 1996년 10월 25일 ~ )는 전미 농구 협회(NBA) 미네소타 팀버울브스의 프로 농구 선수이다. 사우스캐롤라이나 게임콕스(South Carolina Gamecocks)에서 대학 농구를 했다.

## 대학 경력
스프링밸리 고등학교(Spring Valley High School)의 4학년 시즌에 2015 맥도널드 올아메리칸 보이스 게임(McDonald's All-American Boys Game) 명단에 이름을 올렸고 14점을 획득했다. 사우스캐롤라이나에 헌신했다. ESPN은 그를 그의 반에서 21번째로 좋은 신병으로 선정했다. 아버지 페리 도지어(Perry Dozier)는 1980년대 사우스 캐롤라이나의 농구 선수였다.
2학년 시즌에 가드 신다리우스 손웰(Sindarius Thornwell)과 함께 도지어는 사우스캐롤라이나의 있을 법하지 않은 파이널 포(Final Four) 출전에 중요한 역할을 했다. NCAA 토너먼트에서 마켓(Marquette)을 상대로 21득점을 기록했다. 도지어는 동부 지역 올 토너먼트 팀에 지명되었다. 파이널 포에서 곤자가(Gonzaga)에게 77-73으로 패한 상황에서 도지어는 17점을 얻었다. 2학년 시즌이 끝날 무렵, 도지어는 대학 자격의 마지막 두 시즌을 포기하고 2017년 NBA 드래프트를 선언하겠다는 의사를 밝혔다.